# Prokul
Prokul – imię męskie pochodzenia łacińskiego, należące do niedużej grupy najstarszych imion rzymskich (imion właściwych, praenomen, por. Marek, Tyberiusz, Tytus), i oznaczające "urodzony, kiedy ojciec był daleko" (por. procul — "daleko"). Prokul już w epoce klasycznej zaczął występować także w funkcji przydomka (cognomen). Istniało kilku świętych patronów tego imienia. 
Prokul imieniny obchodzi 18 sierpnia, 19 października, 1 grudnia i 9 grudnia.
Znane osoby noszące imię Prokul:
- Proklos zwany diadochem
- Proculus
- Prokulus Juliusz